# 我孫子市立我孫子第一小学校
我孫子市立我孫子第一小学校（あびこしりつ あびこだいいちしょうがっこう）は、千葉県我孫子市を通る国道356号線近くにある公立小学校。通称は「一小」（いっしょう）。我孫子市でも歴史が古い小学校である。我孫子駅から歩いて15分のところにある。

## 校風
グリーンウォールを入ってすぐ右手より、校庭を右半分囲むように、グリーンウォールと呼ばれる森と道がある。2段構造になっており、2段目の排水溝にはオタマジャクシや水中生物などが生息している。木登りができる木が多く、子どもたちの遊び場としても人気が高い。また、マラソン大会でのコースにもなっている。

### 鳥との関わり
平成15年度まで、日本で愛鳥モデル校に指定されていた。校内には、他校にはあまり例の無い、「野鳥観察クラブ」「愛鳥委員会」と呼ばれる組織が存在し、各教室のドアの窓は鳥がデザインされている。また、「鳥の博物館 空の仲間たち（通称：鳥の部屋）」という教室が存在し、「野鳥観察クラブ」「愛鳥委員会」の活動場所の他、鳥に関する本やビデオ、鳴き声が収録されたCDなどの資料が大量に補完されており、誰でも閲覧することができる。

### 野鳥観察クラブ
後述するクラブ活動の一つで、手賀沼や学校周辺を散策し、時には外部講師の方の指導も受けて、野鳥観察を行う。観察は記録に取り、後で整理をする。平成13年度には、夏休みに「ツバメ探検隊」と称し、市内各地でツバメの巣を探してマップにした。また、ツバメの巣のある家の方などにお話を伺い、いつごろからつくり始めたのかなど、詳しい情報を収集。さらには「我孫子市鳥の博物館」の方からも、ツバメについてお話を伺い、最終的には論文にまとめ、現在は「鳥の博物館」に報告資料として保管されている。校内のクラブでも最も活動に時間をかけるクラブである。

## 学区
- 地域別
本町、緑、寿、若松、栄、我孫子新田

## 沿革
1872年（明治5年）9月4日に学制が公布され、近代的学校制度として小学校が設立されることになった。
我孫子宿を中心とした第5大区2小区は、我孫子宿、根戸村、宿連寺村、布施村、高野山村、久寺家村、柴崎村、青山村、下ヶ戸村、岡発戸村、都部村、中峠村、中里村、都部新田、岡発戸新田、青山新田、我孫子新田、根戸新田、呼塚新田の1宿12村6新田であり、我孫子宿延寿院に本校を置き、各村にあった村塾、私塾を分校として開校した。
- 1873年（明治6年）2月10日 - 我孫子宿延寿院を仮校舎として我孫子小学校を開校。布施分校、岡発戸分校、中峠分校を開校。
  - 12月 - 青山分校、根戸分校を開校。
- 1874年（明治7年） - 中峠分校を中峠小学校として独立（後の湖北小学校）。
- 1887年（明治20年）4月 - 青山分校を柴崎分校に改称。
  - 5月 - 草麻尋常小学校に改称。岡発戸分校を下ヶ戸簡易小学校として独立（後の我孫子第二小学校）。
  - 7月 - 布施分校を布施小学校として独立。
- 1889年（明治22年）4月 - 我孫子尋常小学校に改称。
- 1892年（明治25年）12月 - 柴崎分校を柴崎尋常小学校として独立。
- 1893年（明治26年）3月 - 延寿院内に我孫子高等小学校を設立。
- 1900年（明治33年）7月7日 - 我孫子第一尋常小学校に改称。柴崎尋常小学校が再び柴崎分校となる。
- 1901年（明治34年） - 楚人冠公園付近に校舎新築するが、翌年暴風雨のため校舎が倒壊し町内の寺院を仮校舎となる。
- 1905年（明治38年） - 寿一丁目に校舎新築を計画する。
- 1906年（明治39年） - 寿一丁目の国道356号沿いに校舎新築工事が完成。
- 1908年（明治41年）4月 - 我孫子第一尋常小学校と我孫子高等小学校の両校合併、我孫子尋常高等小学校となる。柴崎分校を廃止し我孫子尋常高等小学校に合併する。
- 1909年（明治42年）10月 - 校舎増築落成。
  - 11月 - 初めて修学旅行を行う。
- 1915年（大正4年）12月 - 校舎3教室および便所1棟増築落成。
- 1918年（大正7年）4月 - 再び柴崎分教場を設立。
- 1926年（大正15年）10月 - 平屋校舎1棟増築落成。
- 1930年（昭和5年）12月 - 新校舎落成（2階建て校舎、平屋3教室校舎の2棟）。
- 1941年（昭和16年）4月 - 我孫子中央国民学校となる。
- 1943年（昭和18年）3月 - 新運動場工事に着手。
- 1947年（昭和22年）4月1日 - 我孫子町立第一小学校となる。
- 1949年（昭和24年）4月 - 青山、柴崎学区を本校より分離、柴崎分教場を独立、我孫子町立第三小学校を開校。[1]
- 1950年（昭和25年）2月 - 校歌を制定。
  - 10月1日 - 分校として西部校舎を開設し、1-5年の児童482人が転校する。
- 1951年（昭和26年）4月1日 - 西部校を独立させ、我孫子町立第四小学校を開校。
- 1953年（昭和28年）2月 - 創立80周年記念旗行列を行う。
  - 8月 - 2階建て新校舎を落成。
- 1955年（昭和30年）4月29日 - 町村合併により我孫子第一小学校となる。旧富勢村の一部と合併により、富勢小学校の久寺家地区児童を受け入れる。
- 1956年（昭和31年）3月 - 創立80周年記念講堂および付属図書館が落成。
  - 5月 - 久寺家分校の起工式を行う。
  - 9月7日 - 久寺家分校開校、児童47名。
- 1957年（昭和32年）6月 - 新校舎落成祝賀式を行う。
- 1961年（昭和36年）4月 - 新校舎（第4校舎）落成式挙行される。
- 1962年（昭和37年）11月 - 創立90周年記念式を行う。
- 1963年（昭和38年）3月 - 学校給食開始。
- 1965年（昭和40年）5月20日 - プール（幅10m×長さ25m×深さ0.85m）および子どもプールの起工式を実施。
  - 8月5日 - プール完成、プール開きが行われた。
- 1969年（昭和44年）9月 - 校地交換交渉妥結。
  - 11月　現在の所在地（寿一丁目22番10号）を新校地として整地作業を開始。
  - 12月23日 - 新校舎の起工式を実施。
- 1970年（昭和45年）4月 - 新校舎の建設が始まる。
  - 7月 - 我孫子市制施行により我孫子市立我孫子第一小学校に改称。
- 1971年（昭和46年）3月2日 - 旧校舎の離校式。
  - 3月 - 第一校舎が落成（旧校舎撤去）。
- 1973年（昭和48年）2月 - 創立100周年。百年史を発行。創立百周年記念碑が建てられた。愛唱歌「みんな小さい芽だけれど」ができた。関係者に記念バッジを配布。
  - 7月2日 - 第二校舎の工事着工。
- 1974年（昭和49年）3月 - 第二校舎が落成する（創立100周年記念図書館が併設）。
- 1975年（昭和50年）4月1日 - 高野山小学校の児童307名が我孫子第一小学校で間借開校する。
  - 4月9日 - 高野山小学校の入学式を我孫子第一小学校の記念講堂で合同にて実施。
  - 5月1日 - 高野山地区に高野山小学校を新設、引っ越しを行う。
- 1976年（昭和51年）3月31日 - 久寺家分校廃校。
  - 4月1日 - 久寺家地区に根戸小学校を新設。
  - 9月 - グランド北側の斜面部分にアスレチックコースが完成。
- 1979年（昭和54年）2月 - 屋内運動場落成。
- 1981年（昭和56年）3月 - 並木地区に並木小学校を新設。
- 1983年（昭和58年）5月 - プール（幅13.2m×長さ25m×深さ1m）が落成。
  - 10月 - 運動場拡張工事完成。
- 1984年（昭和59年）3月 - 相撲場が完成。スプリンクラーを新設。
- 1990年（平成2年）6月 - アヤメ園が完成。
  - 11月 - 中庭に白樺自然教室が完成。
- 1992年（平成4年）10月 - 教室の校内電話が新しく取り付けられた。
- 1993年（平成5年）10月 - コンピュータ教室完成。
- 1997年（平成9年）2月 - 鳥の博物館「空の仲間たち」開設。
  - 11月 - ふれあい自然の家完成（飼育小屋）。
- 1999年（平成11年）11月 - 千葉県教育功労者表彰受賞。
- 2001年（平成13年）7月 - 学校評議員制度発足。
- 2003年（平成15年）2月 - 創立130周年記念式典挙行、全校生徒航空写真撮影、下敷き・資料の配布。
- 2005年（平成17年）10月 - 大規模耐震工事完了。

## 部活動
運動部
- 陸上部

文化部
- 合唱部
- 吹奏部

その他
- 奉仕部

## 委員会
- 体育委員会
- 美化委員会
- 栽培委員会
- 飼育委員会
- 保健委員会
- 生活委員会
- 放送委員会
- 広報委員会
- 給食委員会
- 図書委員会
- 音楽委員会
- 学習委員会
- 児童会（別名：企画委員会）
  - 児童会には、交代の際に伝統的に金の折り紙を張り合わせてつくられた鍵を代々受け渡す伝統がある。

## クラブ活動
年に10回、一ヶ月に1・2回ほど、クラブ活動の時間が4年生以上には設けられている。
- 卓球クラブ
- オセロ・将棋クラブ
- バドミントンクラブ
- ミニバスケットクラブ
- ソフトボールクラブ
- 理科クラブ
- サッカークラブ
- リズムダンスクラブ
- 野鳥観察クラブ
- イラストクラブ（旧イラスト工作クラブ）
- 手芸クラブ
- 縄跳びクラブ
- かるたクラブ

廃止されたクラブ
- 体操クラブ
- 演劇クラブ
- 英会話クラブ
- 料理クラブ

## 行事
- 1年生を迎える会
- 修学旅行
- 林間学校
- 職場見学
- 運動会　伝統的に、器楽部の演奏で入場行進を行う
- 校内授業研究会
- 全校地区遊び
- 陸上部を励ます会
- 音楽部を励ます会
- PTAイベント＆バザー
- 一小なかよし祭(旧一小祭)
- 持久走大会
- 国会見学
- なわとび大会
- 一小音楽祭
- 書初め大会
- 創立記念式典
- 6年生を送る会